# SOTEIRA
SOTEIRA ist ein System zur Rettung von Piloten von Segelflugzeugen mit Hilfe einer Festbrennstoffrakete. Klassische Schleudersitze wären zu schwer für diesen Flugzeugtyp.
Die Motivation für das Projekt Soteira gaben die Statistiken bei Segelflugunfällen mit nachfolgendem Notausstieg. Hier überlebt zurzeit nur die Hälfte der Piloten einen Ausstieg. Gründe für die schlechten Überlebenschancen sind unter anderem die Öffnungsdauer des Fallschirmes, die komplizierten Handgriffe zum Öffnen der Haube sowie die wirkenden Beschleunigungskräfte.
Die Höhe, in der ein Unfall passiert, ist ein weiterer entscheidender Faktor für das Überleben des Piloten. Um den Vorgang des Notausstieges zu beschleunigen, wird der Pilot bei Soteira mit einer Festbrennstoffrakete aus dem Cockpit herausgezogen und dabei gleichzeitig der Fallschirm geöffnet. Im Gegensatz zum Gesamtrettungssystem wird nur der Pilot, nicht jedoch das gesamte Flugzeug gerettet.